# Кодрешти (Вранча)
Кодрешти (рум. Codrești) насеље је у Румунији у округу Вранча у општини Чорашти. Oпштина се налази на надморској висини од 47 m.

## Становништво
Према подацима из 2002. године у насељу је живело 320 становника, од којих су сви румунске националности.